# 利珀爾·佩雪克
利珀爾·佩雪克（捷克語：Libor Pešek；1933年6月22日—2022年10月23日）是一位捷克指揮家，出生於布拉格。
在布拉格音樂藝術學院就讀時，佩雪克學習了鋼琴、大提琴、長號，並在Václav Smetáček、Karel Ančerl以及瓦茨拉夫·诺伊曼等捷克指揮大師門下鑽研指揮。
起初，佩雪克帶領了一個搖擺樂團，並在當中吹奏爵士長號。 但在1958到1964年任職皮爾森與布拉格的歌劇院後，他在布拉格組成了一個室內樂團。 70年代，佩雪克任職於帕爾杜比采、呂伐登以及 恩斯赫德的樂團。1981到1982年間，佩雪克出任斯洛伐克愛樂的首席指揮，並且從1982到1990年間擔任捷克愛樂的常任指揮。1987到1997年，佩雪克是英國皇家利物浦愛樂管絃樂團的首席指揮。
佩雪克認為，當指揮家尊重音樂家們並且給予他們適當的創作自由時，那麼指揮家可以在音色或是可聞知的演奏藝術上信任管弦樂團的精神。事實上，佩雪克和他定期指揮的樂團樂團們創造了極為優異的音色。對此，部分評論者認為，他的處理讓音樂失去了戲劇性和活力。
佩雪克的主要錄音，絕大部分集中在捷克音樂上。他和皇家利物浦愛樂在維京唱片錄製了德佛札克的交響曲全集和管弦樂作品。此外，他還在80年代與90年代分別和捷克愛樂以及皇家利物浦愛樂錄製了蘇克的部分作品，這些錄音由超風和維京唱片出版。較不知名的作曲家維捷斯拉夫·諾瓦克也由於佩雪克一系列的錄音而開始受到注目。

## 外部連結
- 利珀爾·佩雪克在IMG藝術家機構上的資料 （页面存档备份，存于）
- 利珀爾·佩雪克的Discogs页面（英文）
- 利珀爾·佩雪克在互联网电影资料库（IMDb）上的資料（英文）

| 文化職務           | 文化職務                                | 文化職務               |
| ------------------ | --------------------------------------- | ---------------------- |
| 前任： 保羅·弗里曼 | 捷克國家交響樂團首席指揮 2007年－2019年 | 繼任： 史蒂文·默庫里奧 |